# Пећина (Грнчар)
Пеђина је археолошки локалитет који се налази у месту Грнчар, општина Витина.
У питању је пећина мањих димензија, која се налази недалеко од цркве Светог Николе у непосредној близини извора топле воде. У средишњем делу пећине откривено је камено седиште правоугаоног облика исклесано у стени. Претпоставља се да је локалитет припадао касноантичком рударском басену са насељем и тврђавом који је трајао све до средњег века, као и да постоје и старији слојеви.